# Sonic Labyrinth
Sonic Labyrinth (яп. ソニックラビリンス Соникку Рабиринсу, с англ. — «Соник: Лабиринт») — видеоигра серии Sonic the Hedgehog в жанре головоломка, разработанная компанией Minato Giken и изданная Sega для портативной приставки Game Gear осенью 1995 года. В 2012 году Sonic Labyrinth была выпущена на Nintendo 3DS посредством сервиса Nintendo eShop.
По сюжету игры доктор Роботник украл Изумруды Хаоса и подменил ботинки Соника, из-за чего ёж потерял свою высокую скорость и решается вернуть Изумруды Хаоса и ботинки. Sonic Labyrinth выполнена в изометрической графике, а по уровням игроку необходимо уничтожать врагов и собирать ключи для завершения игровых зон.
Sonic Labyrinth была в основном негативно воспринята игровой прессой. Многим критикам не понравилась низкая скорость игры, плохая графика и неудобное управление, в то же время некоторые обозреватели из достоинств выделяли свежую идею и интересный игровой процесс.

## Игровой процесс
Sonic Labyrinth представляет собой игру-головоломку, выполненную в изометрической графике. По сюжету игры злодей доктор Роботник украл Изумруды Хаоса и подменил ботинки Соника на другую пару, из-за которых ёж потерял возможность быстро бегать и прыгать. Главный герой намеревается вернуть Изумруды Хаоса со своими ботинками и победить учёного.
В игре представлен режим «Normal Game», в котором игроку предстоит пройти четыре уровня-лабиринта («Labyrinth of the Sky», «Labyrinth of the Sea», «Labyrinth of the Factory» и «Labyrinth of the Castle»). Первые два делятся на три зоны, а остальные — на четыре. На некоторых уровнях могут находиться пропасти, при падении в которые теряется жизнь. Соник в игре не может прыгать, однако имеет способность spin dash, позволяющая разгоняться, сворачиваясь в клубок, а также служащая для уничтожения врагов. На уровнях разбросаны ключи, которых всего три. После того, как игрок собрал все ключи, он должен войти в дверь на уровне с надписью «Goal», чтобы завершить прохождение локации. Если персонаж подвергается атаке врага, то теряет ключи, а если у него их не было, то теряется жизнь или время. На уровнях могут находиться светящиеся иконки, при собирании которых можно получить неуязвимость, дополнительную жизнь и другое. На прохождение зоны даётся ограниченное время, которое можно увеличить сбором ключей. На последней зоне уровня предстоит битва с боссом. Перед битвой со злодеем персонаж катится по наклонной поверхности, где нужно собирать кольца, уворачиваясь от препятствий. При сборе 100 колец игрок получает дополнительную жизнь. После победы над боссом Соник получает Изумруд Хаоса.
В игре присутствуют бонусный уровень — «Bonus Stage», на котором игроку предстоит собрать оставшийся Изумруд Хаоса, наличие которого открывает хорошую концовку. Для того, что попасть в этот уровень, нужно найти в третьей зоне уровня «Labyrinth of the Sea» кнопку, которая открывает дверь с надписью «Bonus». На этом уровне необходимо за 30 секунд успеть забрать Изумруд Хаоса. Как и во время битв с боссами, в «Bonus Stage» также присутствуют кольца. За каждые четыре кольца игрок получает дополнительную жизнь. Если персонаж упал в пропасть или кончилось время, то возвращается обратно в «Labyrinth of the Sea». Если игрок видит после завершения игры плохую концовку, то заметит намёк на то, где можно найти бонусный уровень.
Помимо «Normal Game», в игре присутствует режим «Time Attack», в котором игроку нужно завершить уровень, показав лучший результат времени. В режиме «Config» игрок может выбрать количество жизней, прослушать музыку и изменить управление.

## Разработка и выход игры
В разработке игры Sonic Labyrunth принимала участие японская компания Minato Giken, которая до этого никак не была связана с серией Sonic the Hedgehog. Руководителями проекта выступили дизайнеры Нобору Матида и Хидэки Катагири. Для придания эффекта трёхмерности, игра была полностью выполнена в изометрической графике. Геймплей был также значительно изменён: вместо скоростного платформера, команда решили создать Sonic Labyrunth в жанре головоломки, в которой главный герой будет искать ключи. Уровни были созданы под влиянием пинбола, например, присутствуют флипперы и катушки.
Sonic Labyrinth вышла для портативной приставки Game Gear осенью 1995 года. Издателем выступила Sega. Помимо оригинальной версии, существует также множество портов и переиздании для консолей различных поколений. Головоломка появилась на Windows и GameCube в качестве мини-игры в Sonic Adventure DX: Director’s Cut, и доступна в сборнике Sonic Mega Collection Plus. 10 мая 2012 года в Японии и 16 мая того же года в Европе и Австралии, игра стала доступна для приставки Nintendo 3DS, посредством сервиса Nintendo eShop. Позднее, 27 июня 2013 года Sonic Labyrinth стала доступна на 3DS на территории Северной Америки.

## Оценки и мнения
| Сводный рейтинг    | Сводный рейтинг |
| Агрегатор          | Оценка          |
| ------------------ | --------------- |
| GameRankings       | 43,33 %         |
| MobyRank           | 68/100          |
| Иноязычные издания |                 |
| Издание            | Оценка          |
| AllGame            | [ 17 ]          |
| EGM                | 4,8/10          |
| GamePro            | [ 9 ]           |
| ONM                | 40 %            |
| Mega Fun           | 59/100          |
| Power Sonic        | 6/10            |
| Joypad             | 85 %            |
| Pocket Gamer       | 5/10            |
| Nintendo Life      | 4/10            |

Sonic Labyrinth получила смешанные отзывы критиков, в основном негативные. На GameRankings игра получила среднюю оценку в 43,33 %, а на MobyGames — 68 баллов из 100 возможных. Рецензенты критиковали Sonic Labyrinth по большей части из-за низкой скорости и сложного управления. В январе 2008 года сайт ScrewAttack поставил игру на второе место среди худших в своём списке «Лучших и худших игр Sonic the Hedgehog».
Обозреватель журнала Electronic Gaming Monthly поставил Sonic Labyrinth оценку в 4,8 баллов из 10, раскритиковав повторяющийся и скучный игровой процесс, а также прокомментировал, указывая на низкую скорость: «Почему бы просто не следовать той же формуле, что и Sonic the Hedgehog Spinball, а не показывать, что Соник хоть как-то может передвигаться на ногах?». Критик из Mega Fun заметил, что несмотря на инновационный стиль, игра получилась сложной и неконтролируемой, оценив в 59 баллов из 100. В обзоре версии Sonic Labyrinth для Nintendo 3DS, рецензент из журнала Official Nintendo Magazine высказал похожее мнение, назвав её «одной из худших игр про Соника» и оценил в 40 %. В конце обзора он охарактеризовал игру как «разочаровывающую и не очень весёлую». Неоднозначный отзыв о проекте оставил обозреватель сайта Power Sonic, оценивший его в 6 баллов из 10. Критику понравились простая, красочная графика, весёлая музыка и головоломки, но с другой стороны он отметил плохую реализацию игрового процесса и неудобное управление, заметив, что Sonic Labyrinth будет казаться весёлым только на первых порах.
Тем не менее, некоторые обозреватели оценили Sonic Labyrinth положительно. В журнале GamePro оригинал был оценён в 4,5 звезды из 5. Критик позитивно оценил управление, графику и звук, а также похвалил головоломку за фактор веселья (англ. fun factor), сказав, что игра является хорошим дополнением к портативной коллекции про Соника. С этим согласился и критик журнала Joypad, поставив игре оценку в 85 %. В конце обзора он посоветовал Sonic Labyrinth детям, которым нравится Соник. На сайте AllGame игра оценена в три с половиной звезды из пяти.